# کونتومازا

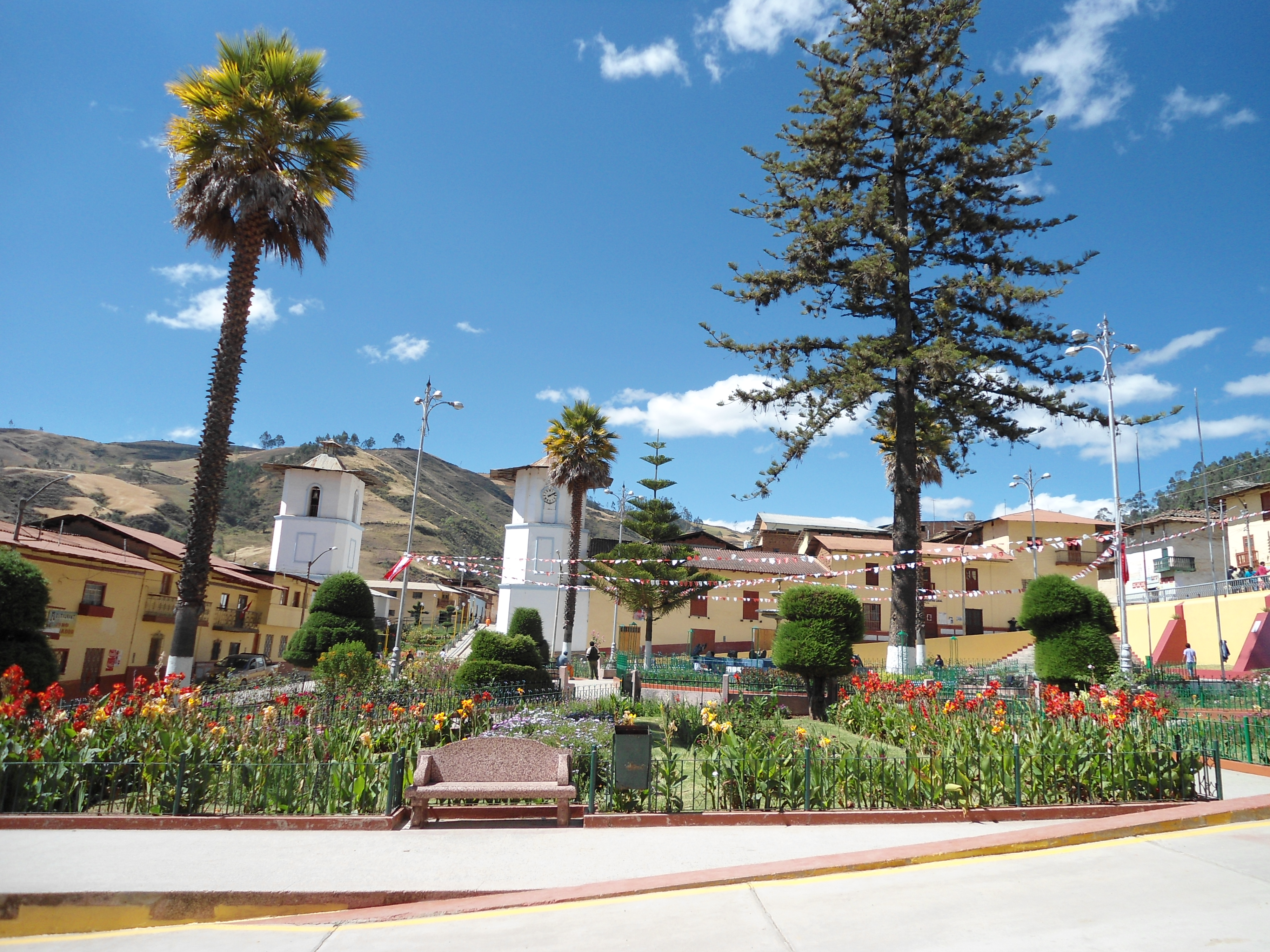
کونتومازا

کونتومازا (به اسپانیایی: Contumazá) یک منطقهٔ مسکونی در پرو است که در Contumazá District واقع شده‌است. کونتومازا ۲٬۶۷۴ متر بالاتر از سطح دریا واقع شده‌است.